# 斑點尖尾海龍
斑點尖尾海龍（学名：Stigmatopora argus），為輻鰭魚綱棘背魚目海龍魚科的其中一種，分布於澳洲海域，棲息深度可達8公尺，體長可達25.4公分，生活在海草生長的海灣區。